# Nymphorgerius horvathi
Nymphorgerius horvathi är en insektsart som beskrevs av Oshanin 1913. Nymphorgerius horvathi ingår i släktet Nymphorgerius och familjen Dictyopharidae. Inga underarter finns listade i Catalogue of Life.